# Битката при Иса (мозайка)
„Битката при Иса“ на италиански: Battaglia di Isso), известна още и като Мозайката на Александър Македонски, е мозайка с размери 582 х 313 cm, изработена от оцветени варовикови парченца, открита в Помпей и датирана от 140 г. – 100 г. пр. н.е., изложена в Националния археологически музей в Неапол, Италия.

## История
Мозайката е открита на 22 октомври 1831 г. по време на археологически разкопки в Къщата на Фавъна в Помпей. Изобразени са Александър III Македонски и Дарий III в състоялата се на 5 ноември 333 г. пр. н.е. в Киликия битка при Иса.
Мозайката, направена с около 1,5 млн. парченца, вероятно е била поръчана от собственика, който е имал връзки с Македония и изглежда е копие на картина на гръцкия художник Филоксенос Еретрийски. Друга по-малко подкрепяна теория твърди, че може би е оригинална елинистична мозайка, открадната от Гърция и докарана в Рим.
Илюстрираната сцена е тази на битката между войските на Александър III Македонски и Дарий III. Въпреки че двамата лидери са се сблъскали няколко пъти, първият в битката при Граник (334 г. пр. Хр.), вторият в битката при Иса (333 г. пр. Хр.) и третият в битката при Гавгамела (331 г. пр.н.е.), някои подробности като много дългите копия на македонците и гологлавият им предводител Александър, сухото дърво, което се вижда, познато сред арабите като Битката при сухото дърво или при Иса, водят до извода, че на мозайката е изобразена Битката при Иса.
През септември 1843 г. мозайката е прехвърлена от Помпей в Неапол.

## Описание
Въпреки че мозайката е частично повредена, двете основни фигури са лесно разпознаваеми.
Това изображение на Александър е едно от най-известните. Медуза е изобразена в бронята му, а вълнообразната му коса представлява типичния аспект за кралското портретиране в гръцкото изкуство от IV век пр.н.е. Неговата фигура, заедно с известния му кон Буцефал, заемат лявата, по-повредена страна на сцената.
Дарий III е изобразен върху двуколка. От изражението на лицето му лъха страх и притеснение, като че ли е с намерението да избяга от битката. В допълнение към двамата основни герои е и братът на Дарий III, Дарий, който се жертва, за да осигури бягството на войните, оставяйки се да бъде пронизан от македонския лидер.
Зад централния кон може да се види засенчване, използвано за да се предаде чувството за маса и обем и да се увеличи естествения ефект на сцената. Копията и струпването на хора и коне представят динамиката на битката.
В същото време в динамичната сцена се разкриват и драматични подробности, като например падналият кон и персийският войник на преден план, който вижда собствената си агония, отразена в щита.
Мозайката е създадена от милиом и половина многоцветни плочки с размери 2 мм, подредени в постепенни криви, разположени асиметрично, следвайки очертанията на изображенията. Тя е изработена необичайно прецизно и е създадена за частна резиденция, като вероятно е поръчана от богат човек или семейство.
Използването само на четири цвята, бял, жълт, червен и тъмно син, потвърждава класицизма на произведението.

## Детайли от мозайката
- Кон
- Кочияшът зад Дарии
- Войник прободен от копието на Александър